# HeLa

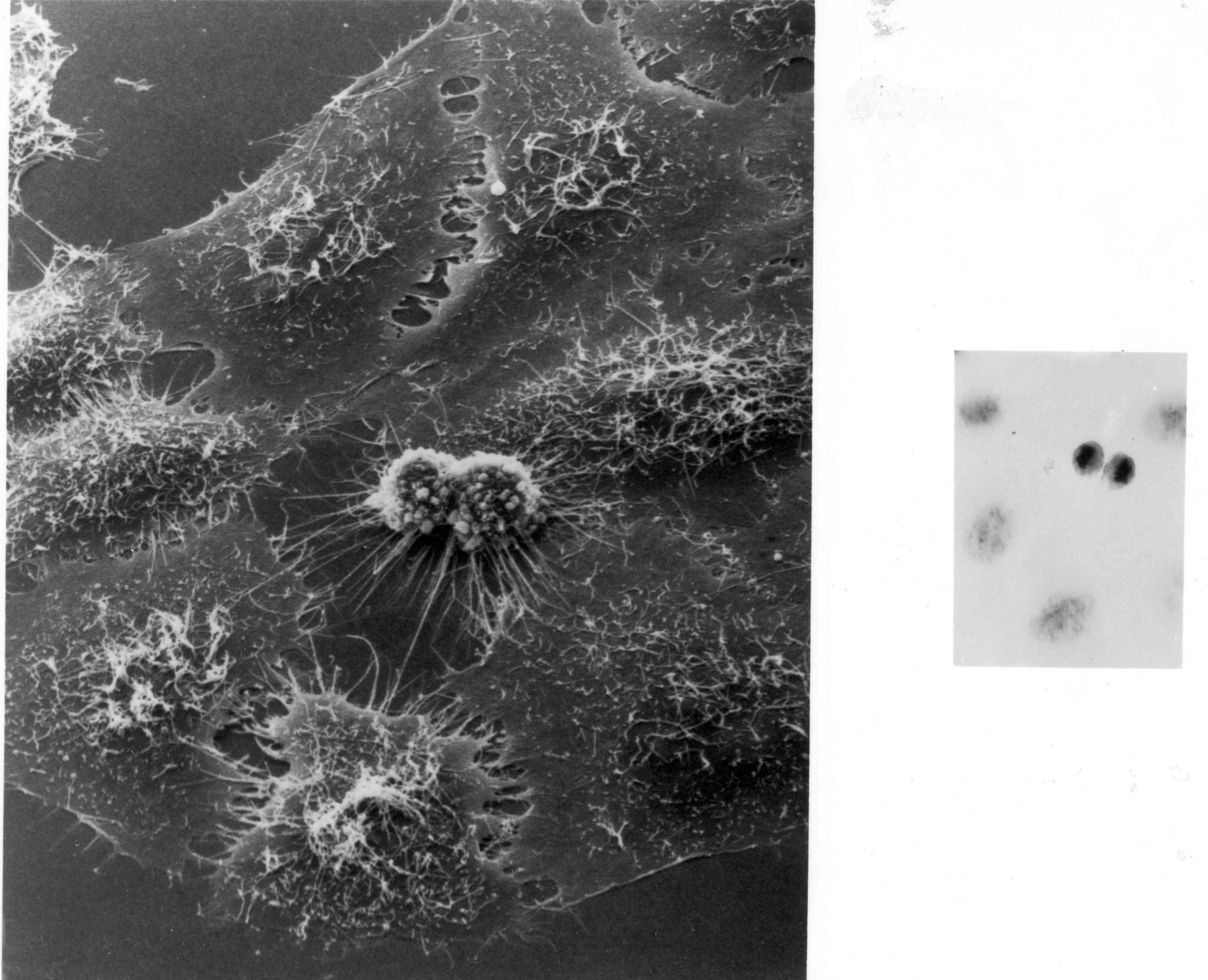
Ділення клітин HeLa під електронним мікроскопом

HeLa — лінія «безсмертних» клітин, що використовується в наукових дослідженнях. Була отримана 8 лютого 1951 року з ракової пухлини шийки матки пацієнтки, яку звали Генрієтта Лакс (англ. Henrietta Lacks), що померла від цього захворювання 4 жовтня того ж року.

## Особливості

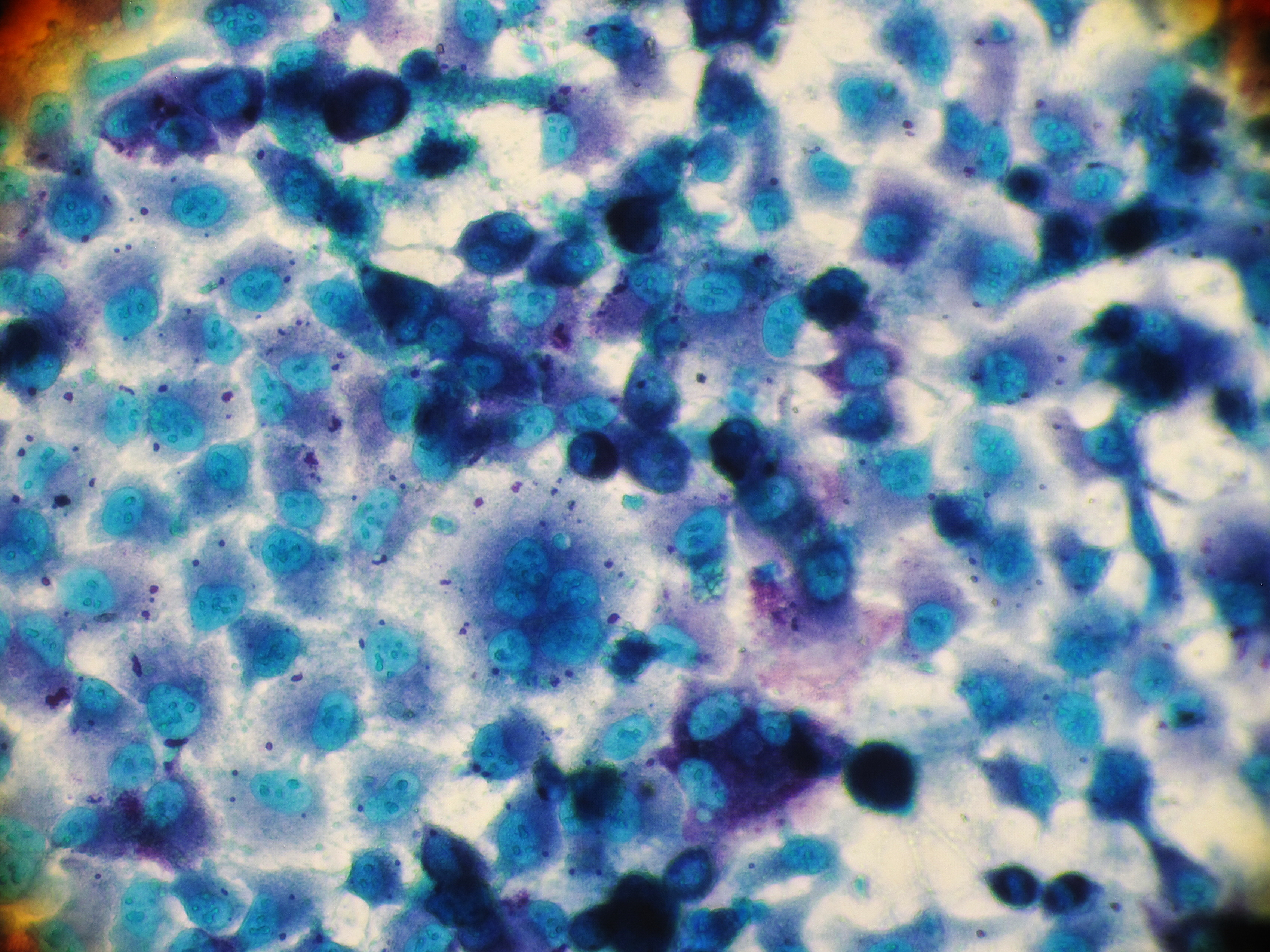
Культура клітин Hela

Клітини HeLa називають «безсмертними», вони здатні ділитись нескінченну кількість разів, на відміну від звичайних клітин, що мають межу Хейфліка. Це відбувається оскільки, як і при багатьох типах ракових пухлин, клітини HeLa виробляють фермент теломеразу, який нарощує теломери на кінцях ДНК хромосом. Популяція клітин HeLa, що існує донині, успадкована від зразків тканини, вилученої в Генрієтти Лакс. Ці клітини проліферують незвичайно швидко, навіть у порівнянні з іншими раковими клітинами. Інколи ці клітини заражають культури інших клітин.
Клітини HeLa були з самого початку заражені геномом вірусу папіломи; це часто стається з клітинами раку, від якого померла Генрієтта. Клітини HeLa мають аномальний каріотип, різні сублінії HeLa мають 49 — 78 хромосом, на відміну від нормального каріотипу людини, що містить 46 хромосом.
Клітини HeLa еволюціонували за ці роки, адаптуючись до росту in vitro, і з причини їх розділення виникло декілька гілок. На даний момент існує декілька ліній клітин HeLa, всі вони походять від спільного предка, ці лінії клітин використовуються як модель ракових клітин і застосовуються, наприклад, для дослідження механізмів передачі сигналу між клітинами.

## Helacyton gartleri
Через здатність до необмеженого поділу та кількість хромосом, невластиву людині, клітини HeLa були описані Леєм ван Валеном як приклад створення в сучасності нового виду, Helacyton gartleri (хелацитон гартлера), названого на честь Стенлі Гартлера, що досліджував ці клітини .
Аргументи за виділення в окремий вид наступні:
- невідповідність числа хромосом у HeLa й людей;
- екологічна ніша клітин HeLa;
- здатність клітин HeLa зберігатись і розмножуватися за межами можливого для культур звичайних людських клітин.

Це визначення виду не отримало, однак, широкого розповсюдження в науковій спільноті.
Пропонуючи виділити клітини HeLa в новий вид, ван Вален також визначив нову родину Helacytidae й рід Helacyton. В разі прийняття даної систематики, таксони Homo та Hominidae стають парафілетичними, оскільки найближчим предком Helacyton gartleri є Homo sapiens.

## Право власності
У 2017 році, у ЗМІ з'явилася інформація про те що, сім'я Генрієтта Лакс хоче подати до суду на Університет Джонса Гопкінса. Вони хочуть отримати компенсацію за використання університетом клітини HeLa [Архівовано 9 квітня 2017 у Wayback Machine.], які дослідник з Гопкінса взяв 65 років тому.